# Comercializadora Aérea Mixta Boliviana
Comercializadora Aérea Mixta Boliviana, también conocida por sus siglas CAMBA, fue una aerolínea boliviana establecida en 1960 enfocada en el transporte de carga, en particular al transporte de carne. Su sede estaba ubicabo en La Paz, Bolivia.

## Historia
CAMBA fue fundada en 1960 con el propósito de fortalecer el transporte de carga en el país, particularmente en el sector agropecuario. Su creación respondió a la necesidad de conectar las zonas productoras de carne y otros productos perecederos en el departamento del Beni con los principales centros urbanos de Bolivia, como La Paz, Cochabamba y Santa Cruz. En esa época, las vías terrestres eran limitadas y poco confiables, por lo que el transporte aéreo se convirtió en una solución clave para la economía regional.

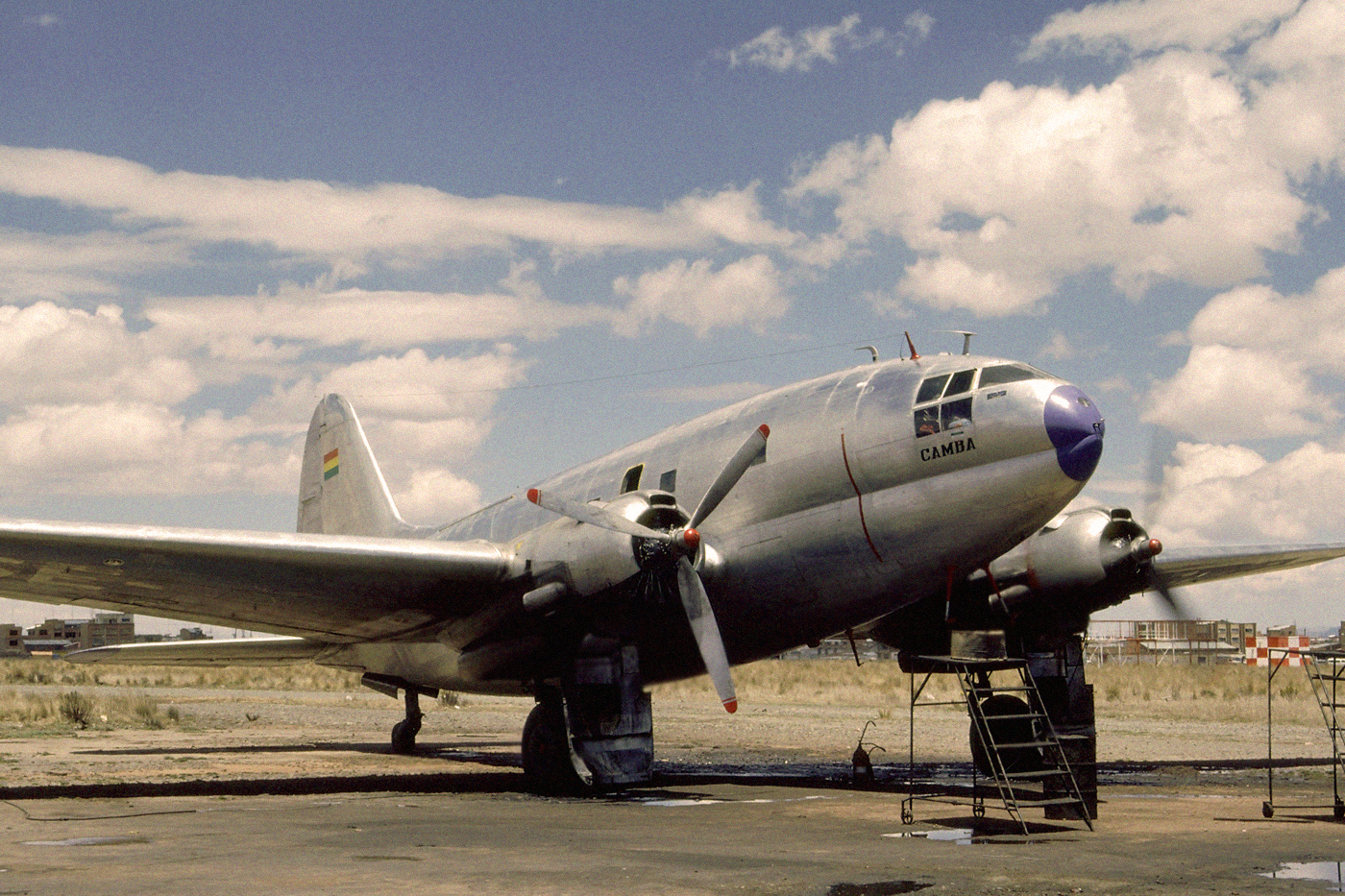
Curtiss C-46 Commando (CP-1319) de CAMBA en el El Alto, La Paz.

Durante las décadas de 1970 y 1980, CAMBA se consolidó como una de las principales aerolíneas de carga en Bolivia. Su servicio permitió el crecimiento del comercio de carne bovina, facilitando la distribución de este producto a las regiones donde la demanda era alta.
Sin embargo, la aerolínea también enfrentó desafíos operativos. Las dificultades económicas del país, el mantenimiento de su flota y la competencia de otras empresas fueron factores que afectaron su estabilidad. En 1993, sufrió un accidente con una de sus aeronaves Convair 440 (matrícula CP-2212), lo que representó un golpe para la empresa. A pesar de esto, continuó operando por algunos años más.
En 1999, CAMBA cesó sus operaciones. Factores como la modernización del transporte terrestre, el incremento de costos operativos y la reducción de la demanda de sus servicios llevaron al cierre de la aerolínea. Aunque dejó de existir, su legado perdura en la historia del transporte aéreo boliviano, ya que jugó un papel importante en la conexión entre las regiones productivas y los mercados nacionales.

## Antigua flota

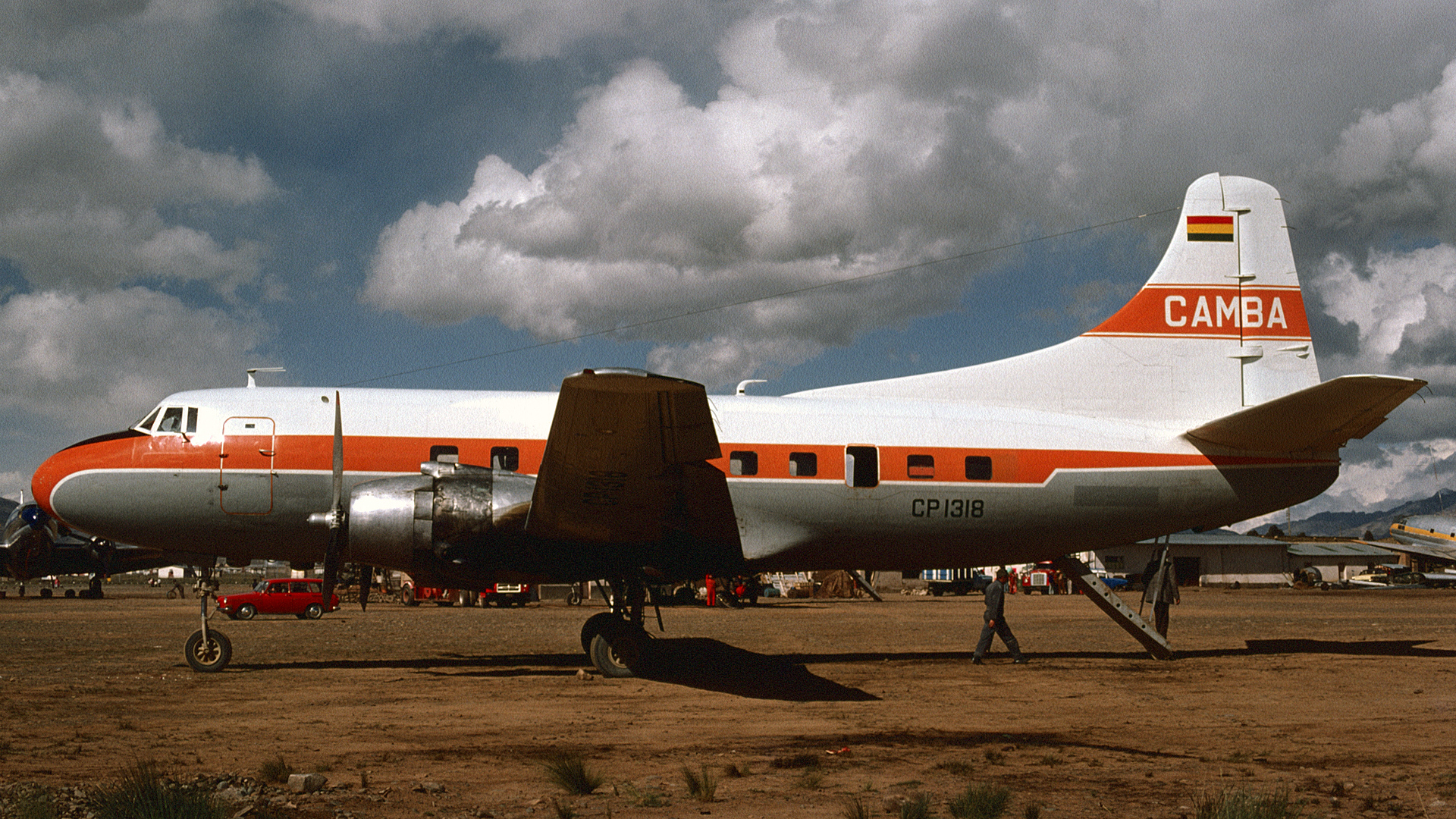
Un Martin 4-0-4 de CAMBA en 1977

CAMBA contó con una flota compuesta por varias aeronaves, entre las cuales se destacaron los siguientes modelos:
- Martin 4-0-4
- Martin 2-0-2
- Convair 440
- Curtiss C-46

Estas aeronaves fueron modificadas por CAMBA para el transporte eficiente de carne y otros productos perecederos desde las regiones ganaderas del Beni hacia los principales centros urbanos de Bolivia.

## Accidentes e incidentes
- El 12 de septiembre de 1961, un Curtiss C-46 (CP-687) se estrelló cerca del Río Maniqui en San Borja (Bolivia). De los 3 ocupantes a boro, una persona falleció.[7]
- El 20 de enero de 1977, un ganado que se encontraba en la primera parte de la pista obligó a un Martin 4-0-4 (CP-1317) a tocar tierra aproximadamente a la mitad de la pista mojada. El tren de aterrizaje principal izquierdo colapsó al chocar contra un bache y el avión viró hacia la izquierda y se salió de la pista. Todos los ocupantes salieron ilesos.[8]
- El 12 de diciembre de 1979, un Martin 4-0-4 (CP-1440) se estrelló poco después del despegue debido a un fallo mecánico o sobrecarga, matando a los cinco miembros de la tripulación y seis pasajeros a bordo.[9]
- El 15 de julio de 1981, un Martin 4-0-4 (CP-1318) fue dañado por razones desconocidas sin ninguna posibilidad de reparación.[10]
- El 16 de junio de 1987, uno de los motores Pratt & Whitney R-2800 de un Martin 4-0-4 (CP-1570) tuvo una explosión y se realizó un aterrizaje forzoso de panza. Todos los ocupantes salieron ilesos.[11]
- El 3 de noviembre de 1993, un Convair 440 (CP-2212) tuvo que realizar un aterrizaje de emergencia después de que el motor N°1 se incendiara poco después del despegue. El avión quedó destruido por el fuego después del aterrizaje, todos los ocupantes salieron ilesos.[12]
- El 17 de mayo de 1999, un Curtiss C-46F Commando (CP-1319) sufrió problemas en el motor mientras se aproximaba a una pista de aterrizaje en el rancho El Paraíso. El motor se apagó y la hélice quedó en bandera. El piloto no pudo mantener la altitud y tuvo que realizar un aterrizaje forzoso en un pantano cerca de la pista de aterrizaje.[13]